# Tricloruro di praseodimio
Il tricloruro di praseodimio, o cloruro di praseodimio(III), è il composto inorganico del praseodimio con formula PrCl3. Come altri tricloruri lantanidi, esiste sia nella forma anidra che in quella idratata. È un solido blu-verde che assorbe rapidamente l'acqua all'esposizione all'aria umida per formare un eptaidrato di colore verde chiaro.

## Sintesi
Il tricloruro di praseodimio viene preparato trattando il praseodimio metallico con acido cloridrico:
{\displaystyle {\ce {2Pr\,+\,6HCl\to 2PrCl3\,+\,3H2}}}
Di solito viene purificato mediante sublimazione sottovuoto.
I sali idrati di cloruro di praseodimio (III) possono essere preparati mediante trattamento del praseodimio metallico o del carbonato di praseodimio (III) con acido cloridrico:
{\displaystyle {\ce {Pr2(CO3)3\,+\,6HCl\,+\,15H2O\to 2[Pr(H2O)9]Cl3\,+\,3CO2}}}
La sostanza PrCl3∙7H2O è igroscopica, che non cristallizza dall'acqua madre a meno che non venga lasciata essiccare in un essiccatore. Il tricloruro di praseodimio anidro può essere prodotto per disidratazione termica dell'idrato a 400 °C in presenza di cloruro di ammonio, la cosiddetta via del cloruro di ammonio. In alternativa, l'idrato può essere disidratato utilizzando cloruro di tionile.

## Reazioni
Il tricloruro di praseodimio è un acido di Lewis, classificato come "duro" secondo la teoria HSAB. Il rapido riscaldamento dell'idrato può causare piccole quantità di idrolisi. Il tricloruro di praseodimio forma un complesso acido-base di Lewis stabile con formula K2PrCl5 per reazione con cloruro di potassio; questo composto mostra interessanti proprietà ottiche e magnetiche.
Le soluzioni acquose di tricloruro di praseodimio possono essere utilizzate per preparare composti insolubili di praseodimio(III). Ad esempio, il fosfato di praseodimio(III) e il fluoruro di praseodimio(III) possono essere preparati per reazione con fosfato di potassio e fluoruro di sodio, rispettivamente:
{\displaystyle {\ce {PrCl3\,+\,K3PO4\to PrPO4\,+\,3KCl}}}
{\displaystyle {\ce {PrCl3\,+\,3NaF\to PrF3\,+\,3NaCl}}}
{\displaystyle {\ce {2PrCl3\,+\,3Na2CO3\to Pr2CO3\,+\,6NaCl}}}
Quando riscaldato con cloruri di metalli alcalini, forma una serie di materiali ternari (composti contenenti tre diversi elementi) con le formule MPr2Cl7, M3PrCl6, M2PrCl5 e M3Pr2Cl9 dove M = K, Rb, Cs.